# Onomacle
Onomacle (in greco antico: Ὀνομακλῆς?, Onomaklès; metà del V secolo a.C. – dopo il 404 a.C.) è stato un ammiraglio e politico ateniese.

## Biografia
Nel 412 a.C. Onomacle, assieme a Frinico e Scironide, fu nominato comandante della flotta ateniese e argiva, che in quell'anno fu mandata in Asia Minore.
Dopo uno scontro vittorioso cogli abitanti di Mileto, che erano stati aiutati dal satrapo persiano Tissaferne e dallo spartano Calcideo, i tre si prepararono ad assediare la città; quando però arrivò una flotta peloponnesiaca e siciliana in soccorso della città, essi tornarono indietro a Samo, come consigliato da Frinico. In quell'anno Onomacle, assieme ai colleghi Strombichide e Esitnimone, andò a combattere gli abitanti di Chio, mentre Scironide venne lasciato a Samo.
Molto probabilmente, nel 404 a.C., questo Onomacle fu anche uno dei Trenta tiranni.
Anche se non si conosce esattamente la sua fine, su fu uno dei Trenta è probabile che, ritiratosi coi colleghi ad Eleusi dopo la sconfitta di Munichia (403 a.C.), sia stato ucciso assieme agli altri oligarchi nell'agguato col quale gli Ateniesi democratici riassorbirono la repubblica oligarchica di Eleusi nel 401 a.C.